# Імітація
Іміта́ція (лат. imitatio — наслідування):

Імітація функціонування поршня

Імітіція роботи аксіального компресора

1. Пародія на щось. Наслідування. Підробка. Ерзац. Сурогат. Повторення. Приклад: виріб, який є підробкою під що-небудь; Наслідування голосом, почерку тощо.

## Убіології,природі
- Мімікрія, зовнішня схожість, наслідування.
- Повторення, копіювання розумними тваринами поведінки інших тварин, в тому числі і людини.

## Упсихології, соціальній поведінці
Соціальна мімікрія як адаптивний спосіб життєдіяльності.

## Утехніці
- Моделювання — метод відтворення і використання різних чинників у моделі, а не в реальних умовах. Може бути оснований на застосуванні ЕОМ. Приклад: імітація роботи поршня.

## Умузиці
Проведення теми різними голосами поліфонічного твору.

## Векономіці
- Підробка, протизаконне виробництво неліцензованної продукції, схожої на дорогі оригінали фірм-продуцентів відомих марок.
- Піратське копіювання.

## Вювелірній справі
Виконання ювелірних виробів у певному стилі або повна копія дорогоцінних каменів без цілі обману. 